# Sanna-Leena Perunka
Sanna-Leena Perunka, née le 23 septembre 1976 à Rovaniemi, est une biathlète finlandaise. 

## Biographie
Aux Championnats du monde 1998, elle obtient la médaille de bronze à la course par équipes.
Participante aux Jeux olympiques de 2002, elle obtient son unique podium en Coupe du monde en décembre de la même année en terminant troisième de la poursuite de Pokljuka.
C'est lors de cet hiver 2002-2003, qu'elle obtient son meilleur classement général en Coupe du monde avec le quinzième rang et les meilleurs résultats individuels aux Championnats du monde à Khanty-Mansiïsk, où elle est notamment huitième du sprint et dixième de la mass start.

## Palmarès

### Jeux olympiques d'hiver
| Épreuve / Édition      | Individuel | Sprint | Poursuite | Relais |
| ---------------------- | ---------- | ------ | --------- | ------ |
| JO 2002 Salt Lake City | 40e        | 24e    | 20e       | 12e    |

### Championnats du monde
| Mondiaux \ Épreuve       | individuel        | Sprint            | Poursuite                        | Départ en masse                  | Relais            | Course par équipes               | Relais mixte                     |
| 1996 Ruhpolding          | -                 | 38e               | Épreuve inexistante à cette date | Épreuve inexistante à cette date | 8e                | 8e                               | Épreuve inexistante à cette date |
| 1997 Osrblie             | 49e               | -                 | -                                | Épreuve inexistante à cette date | -                 | 6e                               | Épreuve inexistante à cette date |
| 1998 Pokljuka Hochfilzen | JO Nagano         | JO Nagano         | 37e                              | Épreuve inexistante à cette date | JO Nagano         | Médaille de bronze, monde        | Épreuve inexistante à cette date |
| 1999 Kontiolahti Oslo    | 43e               | -                 | -                                | -                                | -                 | Épreuve inexistante à cette date | Épreuve inexistante à cette date |
| 2000 Oslo                | 41e               | 30e               | 34e                              | -                                | 7e                | Épreuve inexistante à cette date | Épreuve inexistante à cette date |
| 2001 Pokljuka            | 48e               | 25e               | 37e                              | -                                | 12e               | Épreuve inexistante à cette date | Épreuve inexistante à cette date |
| 2002 Oslo                | JO Salt Lake City | JO Salt Lake City | JO Salt Lake City                | 24e                              | JO Salt Lake City | Épreuve inexistante à cette date | Épreuve inexistante à cette date |
| 2003 Khanty-Mansiïsk     | 12e               | 8e                | 20e                              | 10e                              | 6e                | Épreuve inexistante à cette date | Épreuve inexistante à cette date |
| 2004 Oberhof             | 44e               | 19e               | 26e                              | -                                | 13e               | Épreuve inexistante à cette date | Épreuve inexistante à cette date |
| 2005 Hochfilzen          | 24e               | 39e               | 24e                              | -                                | 18e               | Épreuve inexistante à cette date | -                                |

Légende :

 : troisième place, médaille de bronze

 : épreuve inexistante

— : pas de participation à cette épreuve

### Coupe du monde
- Meilleur classement général : 15e en 2003.
- 1 podium individuel : 1 troisième place.